# Tiernas ilusiones
 Tiernas ilusiones es una película en blanco y negro de Argentina dirigida por Dino Minitti sobre su propio guion escrito en colaboración con César Jaimes que se estrenó el 22 de junio de 1961 y que tuvo como protagonistas a Ubaldo Martínez, Mario Danesi, Noemí Laserre y Virginia Romay.

## Sinopsis
Dos historias: un chico que trabaja de ascensorista en un edificio y su relación con todo tipo de personas y la hija de un alcohólico que visita a un amiguito rico.

## Reparto
- Ubaldo Martínez
- Mario Danesi
- Noemí Laserre
- Virginia Romay
- María Luisa Gallo
- Liliana Crigna
- Mariángeles
- Miguel Ángel Merino
- Perla Laske
- Manuel Alcón
- Esteban Nesich

## Comentarios
La Razón dijo:

”A no hacerse ilusiones… Los niños no se apoyan en las paredes con miradas nostálgicas y no se ríen como monstruitos. Una película aburridísima.”

Clarín opinó del filme:

”Cortos largos, más debilidades que virtudes… apenas profesional.”

Por su parte Manrupe y Portela escriben:

”Opera prima de Minitti, erróneamente encarada como film infantil, a pesar de una intención por mostrar a los chicos desde un punto de vista distinto.”